# Traxion
TraXion var et privat dansk jernbaneselskab, der opstod i april 2001 på resterne af det konkursramte PBS (Privatbanen Sønderjylland). Den tidligere direktør for PBS, Erik Panduro, dannede selskabet og leasede i begyndelsen PBS-lokomotiver hos Tønder Bank.
Traxion drev især godstrafik med nybyggede containere (Mærsk) fra Tinglev til Århus. TraXion måtte på grund af økonomiske problemer indstille sin virksomhed pr. 1. november 2002.